# Rhododendron sikayotaizanense
Rhododendron sikayotaizanense là một loài thực vật có hoa trong họ Thạch nam. Loài này được Masam. miêu tả khoa học đầu tiên năm 1939.